# Paul Lazarus III
Paul Lazarus III (* 25. Mai 1938 in New York City) ist ein US-amerikanischer Filmproduzent, Autor und Hochschullehrer.

## Leben
Nach einem Bachelor of Arts am Williams College und einem Juris Doctor an der Yale University Law School praktizierte Lazarus Geistiges Eigentum bei der renommierten Anwaltsfirma Weil, Gotshal & Manges in New York City. Anschließend arbeitete er für eine Talentagentur und vertrat dabei Stars wie Woody Allen, Shelley Winters und Simon and Garfunkel. Von dort aus war der Weg zum Filmproduzenten schnell geebnet und so produzierte er in den 1970er Jahren Filme wie Westworld, Futureworld – Das Land von Übermorgen von Michael Crichton und Das tödliche Dreieck mit Harrison Ford. 1982 folgte mit Barbarosa von Fred Schepisi und mit den Schauspielern Willie Nelson und Gary Busey der vorerst letzte Spielfilm von Lazarus. Nachdem er sich aus dem Filmgeschäft verabschiedet hat, leitete er das Motion Picture Program der University of Miami. Parallel dazu schrieb er auch mehrere Sachbücher über Filmproduktionen und Romane.
Paul Lazarus ist der Bruder des Drehbuchautors Tom Lazarus und mit der Casting-Direktorin Andrea Eastman verheiratet.

## Filmografie (Auswahl)
- 1973: Westworld
- 1976: Futureworld – Das Land von Übermorgen (Futureworld)
- 1978: Unternehmen Capricorn (Capricorn One)
- 1979: Das tödliche Dreieck (Hanover Street)
- 1982: Barbarosa

## Werke
- 1985: The Movie Producer: A Handbook for Producing and Picture-Making, Barnes & Noble, ISBN 0-06-463724-7
- 1992: The Film Producer: An Industry Veteran Reveals What It Takes to Be a Producer in Today’s Hollywood, St. Martin’s Griffin
- 1993: Working in Film: The Marketplace in the ‘90s, St. Martin’s Griffin
- 2001: Agent, iUniverse
- 2004: The Master, Authorhouse
- 2005: Produced By . . .: Balancing Art And Business In The Movie Industry, Silman-James Press